# Amélie Caze
Amélie Caze (Noyon, 18 febbraio 1985) è una pentatleta francese.

## Palmarès
In carriera ha conseguito i seguenti risultati:
- Mondiali:

Mosca 2004: bronzo nel pentathlon moderno staffetta a squadre.
Berlino 2007: oro nel pentathlon moderno individuale.
Budapest 2008: oro nel pentathlon moderno individuale.
- Europei

Lipsia 2009: oro nel pentathlon moderno individuale.